# GoldSrc
GoldSrc (udtales "Gold Source") er en spilmotor udviklet af Valve Corporation. Den blev først demonstreret i first-person shooter-spillet Half-Life fra 1998. Dele af GoldSrc er baseret på en stærkt modificeret udgave af Id Softwares Quake-motor. Efter udgivelsen af Half-Life kom GoldSrc til at være basis for andre titler, der blev udviklet af eller efter aftale med Valve, herunder udvidelsen til Half-Life med titlen Day of Defeat samt flere spil i Counter-Strike-serien.
GoldSrc blev efterfulgt af Source-motoren med udgivelserne af Counter-Strike: Source og Half-Life 2 i 2004. Valve er dog fortsat med at supportere GoldSrc med lejlighedsvise opdateringer.

## Udvikling
Grundlaget for GoldSrc er den motor, der anvendes i computerspillet Quake, men med store ændringer udført af Valve Corporation, der på den tid hed Valve Software. Mens motoren tjente som grundlag for GoldSrc, har Gabe Newell udtalt, at størstedelen af den kode, der blev brugt i motoren, blev skabt af Valve selv og ikke taget fra Quake. GoldSrc's kunstige intelligenssystemer blev for eksempel hovedsageligt lavet fra bunden. Motoren genbruger også kode fra andre spil i Quake-serien, herunder QuakeWorld og Quake II, men denne genanvendelse er minimal i forhold til den fra den oprindelige Quake. I 1997 ansatte Valve Ben Morris og erhvervede Worldcraft, et værktøj til at oprette brugerdefinerede Quake-kort. Værktøjet blev senere omdøbt til Valve Hammer Editor og blev det officielle kortlægningsværktøj til GoldSrc.
Før oprettelsen af Source-motoren havde GoldSrc-motoren ingen rigtig titel og blev blot kaldt "Half-Life-motoren". Da Source blev oprettet, udskilte Valve koden fra Half-Life-motoren for at lave Source-motoren. Dette skabte to hovedmotor-forgreninger, der bruges til forskellige formål. Den ene hedder "GoldSrc" og den anden "Src". Internt blev alle spil med den første variant omtalt som "Goldsource" for at skelne mellem de to grene. Efterhånden blev det navnet for motoren og derpå brugt også eksternt. 
Valve Corporation udgav versioner af GoldSrc-motoren til OS X og Linux i 2013 og flyttede efterhånden alle deres egne titler til at bruge motoren på disse platformene inden årets udgang.